# Třesín (přírodní památka)
Třesín je přírodní památka na vrchu Třesín mezi obcemi Bílá Lhota a Mladeč v okrese Olomouc. Oblast spravuje AOPK ČR Správa CHKO Litovelské Pomoraví. Důvodem ochrany je izolovaný vápencový hřbet se smíšenými porosty a vzácnou štěrbinovou květenou. Na východním okraji přírodní památky na ni asi 1,5 km východně od vrcholu Třesína navazuje stejnojmenná Třesín, která zahrnuje Mladečské jeskyně.

## Fotogalerie

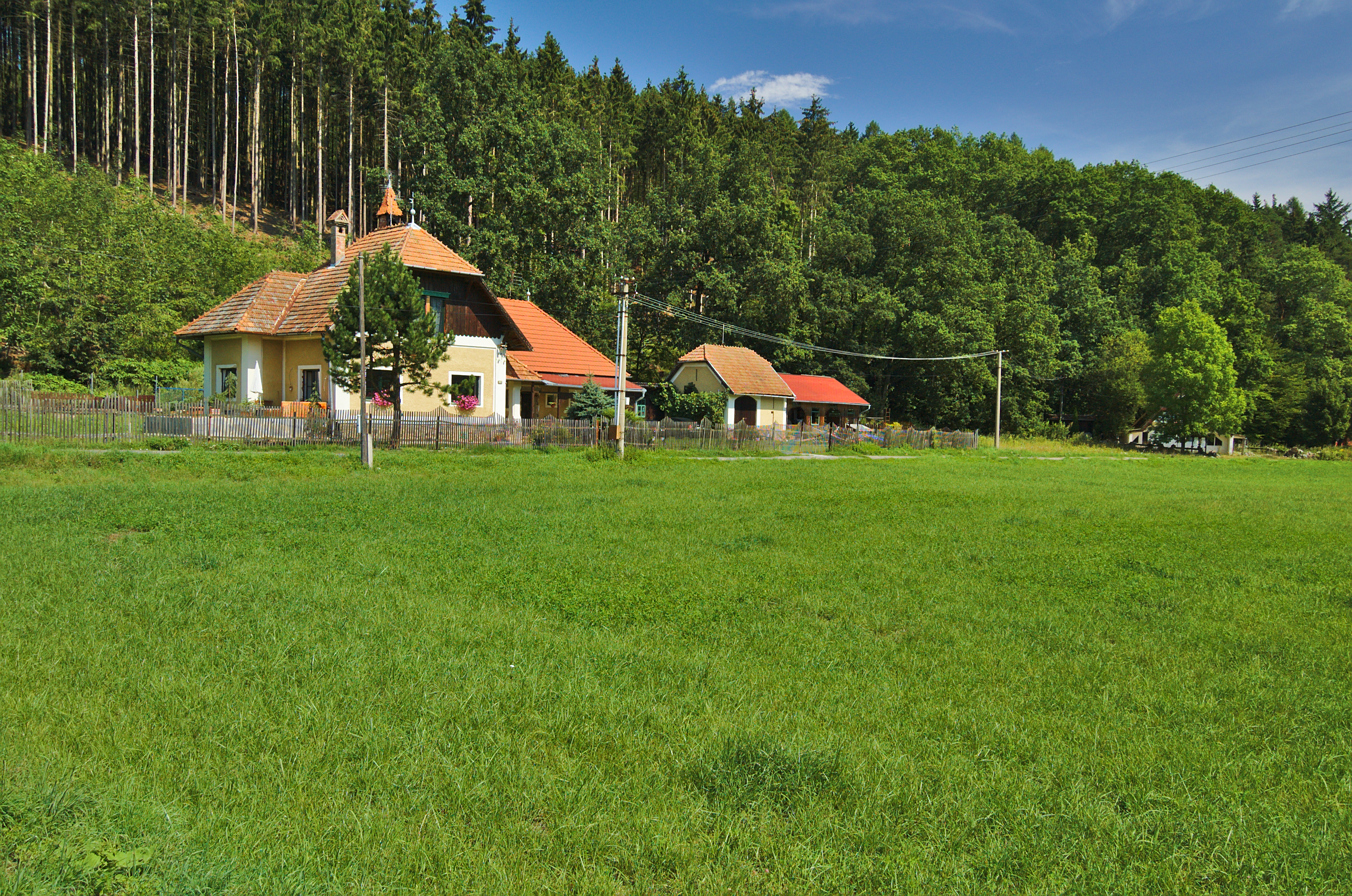
Hájovna na jižním okraji kopce
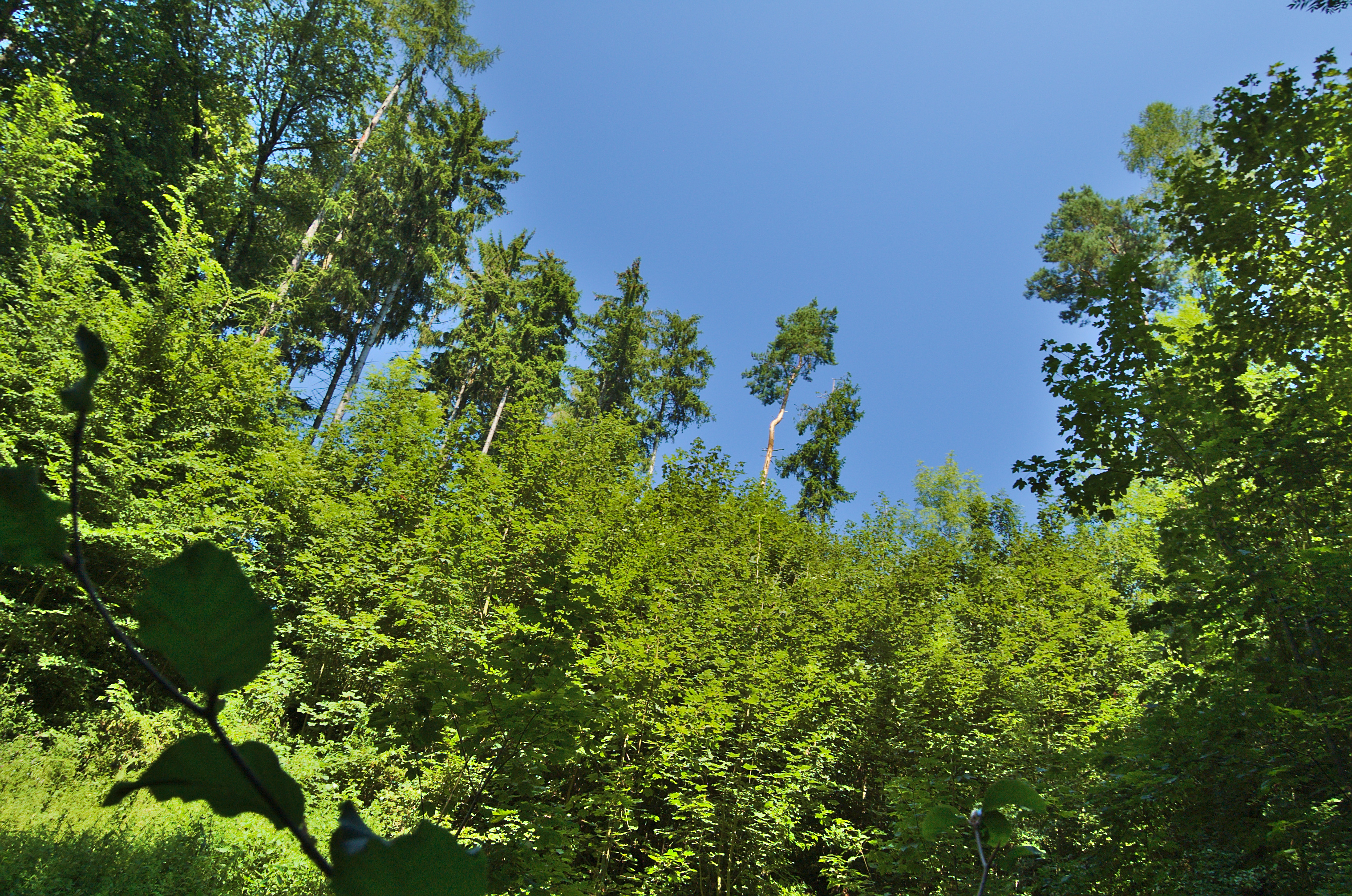
Lesní porost na jižní straně kopce
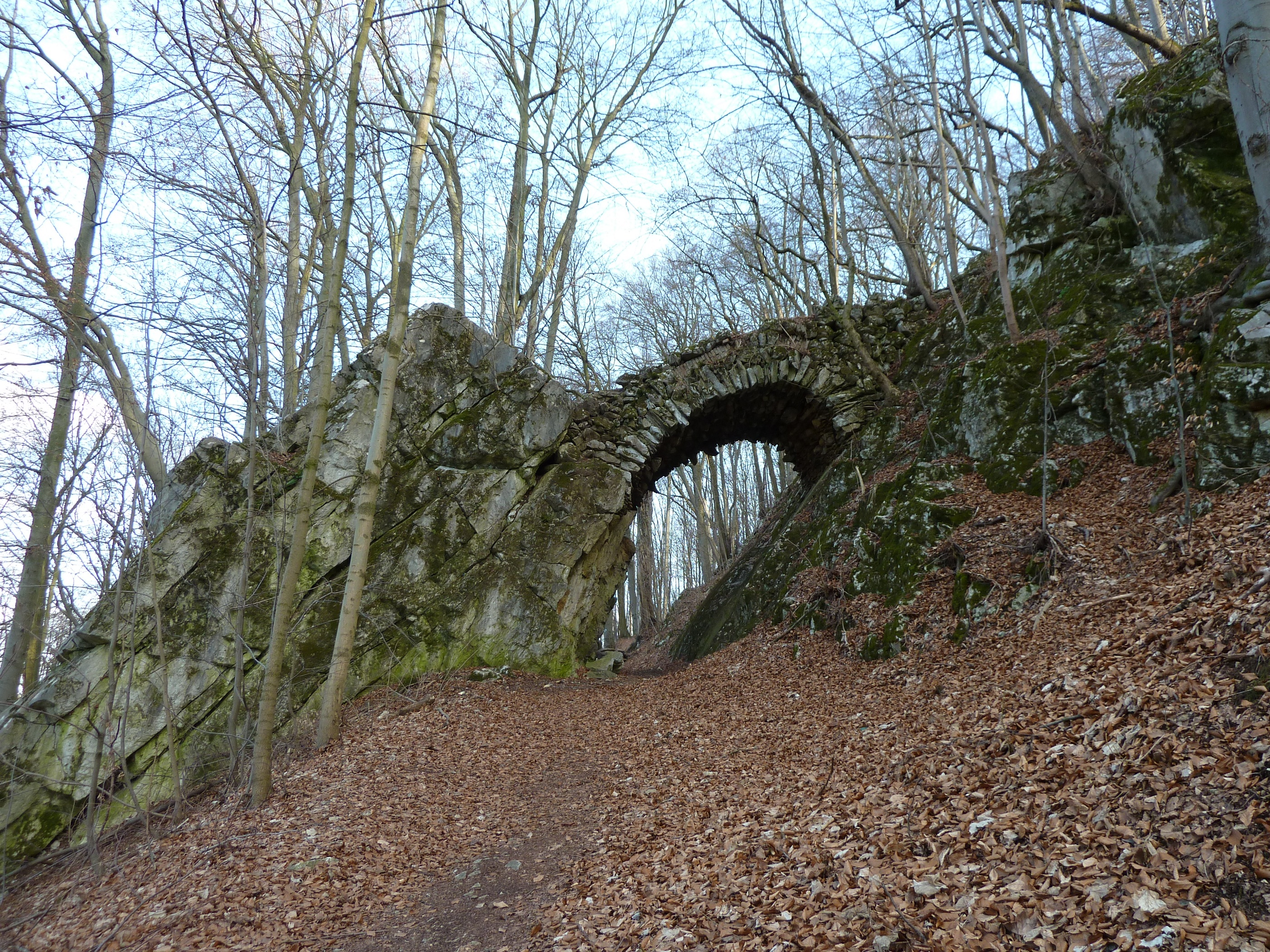
Čertův most – romantická stavba postavená na Třesíně Lichtenštejny
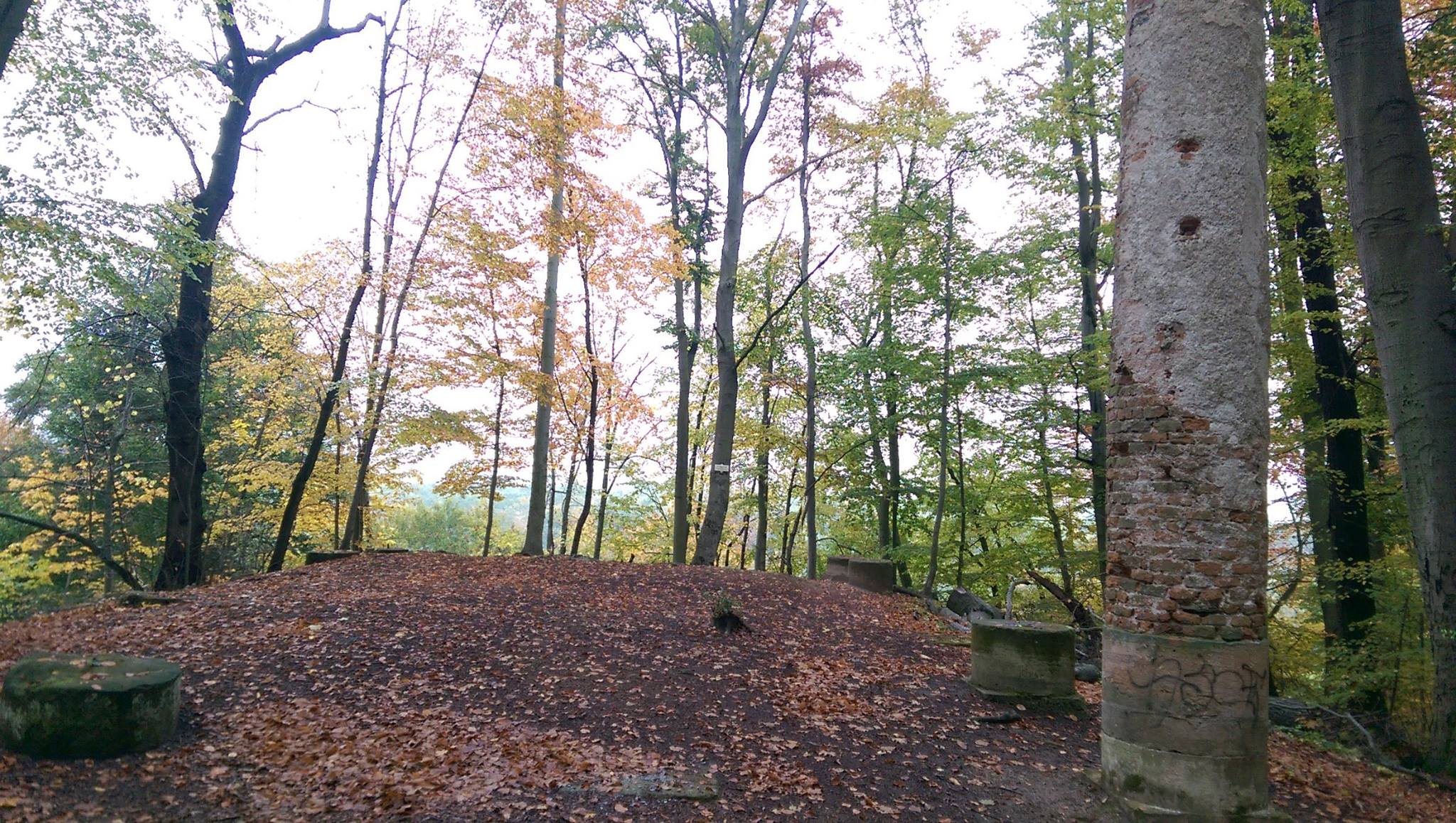
Tzv. Rytířská síň na severní straně Třesína